# 盐城号导弹护卫舰
“盐城”号导弹护卫舰（舷号546）简称“盐城”舰，是中国人民解放军海军第十艘054A型导弹护卫舰，可以单独或者协同海军其他兵力攻击敌水面舰艇及潜艇，具有较强的远程警戒和防空作战能力。盐城舰由沪东造船厂开工建造，于2011年4月27日下水，2012年6月5日入列，服役于北海舰队驱逐舰第一支队。盐城舰舰名取自江苏省盐城市，其入列命名授旗仪式于2012年6月5日在山东省青岛市某军港举行。

## 历史
2012年10月2日，“盐城”号导弹护卫舰与“哈尔滨”号导弹驱逐舰、“石家庄”号导弹驱逐舰、“绵阳”号导弹护卫舰及“洪泽湖”号综合补给舰等组成北海舰队舰艇编队执行出岛链远航训练任务。编队于8日进入西太平洋海域，于14日从钓鱼岛的正南前方沿西侧北上，进入钓鱼岛海域巡航，并展开了舰队指挥、反潜防空等多个科目的训练。盐城舰等于10月19日返抵青岛市某军港。
2013年1月29日，“盐城”导弹护卫舰、“青岛”号导弹驱逐舰及“烟台”号导弹护卫舰等组成中国海军舰艇编队执行2013年首次出岛链远航任务。编队于31日通过宫古海峡，进入西太平洋海域开展例行性训练。此后，编队又经巴士海峡进入中国南海，巡航了赤瓜礁、美济礁、东门礁及永暑礁等，并于2月6日在永兴岛外进行补给，7日再次通过巴士海峡进入西太平洋到达菲律宾以东洋面进行训练。该次远海训练历时18天，于2月15日结束。
2013年7月5日，“盐城”号导弹护卫舰与其他参加“海上联合-2013”中俄海上联合军事演习的7艘解放军海军水面舰艇抵达俄罗斯符拉迪沃斯托克。双方在日本海彼得大帝湾进行了为期7天的实兵演习。中国海军舰艇编队在结束“海上联合-2013”军演后，2艘舰艇归建，烟台舰等其余5艘舰艇于14日通过宗谷海峡、鄂霍次克海，绕日本列岛航行一周后于7月25日通过宫古海峡返回母港，并在返航途中于西太平洋海域进行远航训练。
2013年11月30日，“盐城”号导弹护卫舰与“洛阳”号导弹护卫舰组成中国海军第十六批护航编队从山东省青岛市某军港起航，赴亚丁湾、索马里海域接替第十五批护航编队执行护航任务。2014年1月7日，盐城舰进入叙利亚领海，与俄罗斯、丹麦、挪威舰艇配合，开始执行叙化武海运护航任务。3月8日，完成7批次化武海运护航的“盐城”号导弹护卫舰与“黄山”号导弹护卫舰在地中海会师，并在盐城舰举行任务交接仪式。该次亚丁湾护航中，编队共完成40批132艘中外船舶护航任务，之后编队对突尼斯、塞内加尔、科特迪瓦、尼日利亚、喀麦隆、安哥拉、纳米比亚、南非等非洲8国进行正式友好访问。该次任务总共历时近8个月，盐城舰等于7月18日返抵青岛某军港。
2014年8月6日，“盐城”号导弹护卫舰担任“蓝岭”号两栖指挥舰对青岛市访问的陪访舰。访问结束后，两舰在青岛市外海举行海上搜救、通信等课目演习。
2014年8月21日，“盐城”号导弹护卫舰、“临沂”号导弹护卫舰及“大同”号导弹护卫舰等组成海空编队在威海市刘公岛海域举行甲午战争120周年海上祭奠仪式，祭奠在战争中牺牲的北洋海军将士。
2014年12月4日，“盐城”号导弹护卫舰与“哈尔滨”号导弹驱逐舰、“石家庄”号导弹驱逐舰、“烟台”号导弹护卫舰及“太湖”号综合补给舰组成编队穿过大隅海峡前往西太平洋进行远海训练。12月25日，烟台舰等4艘舰艇组成编队穿过宗谷海峡进入日本海。12月27日，编队通过对马海峡进入东海，在完成对日本列岛的环绕航行后返航。